# アレクサンドル・カルピンスキ

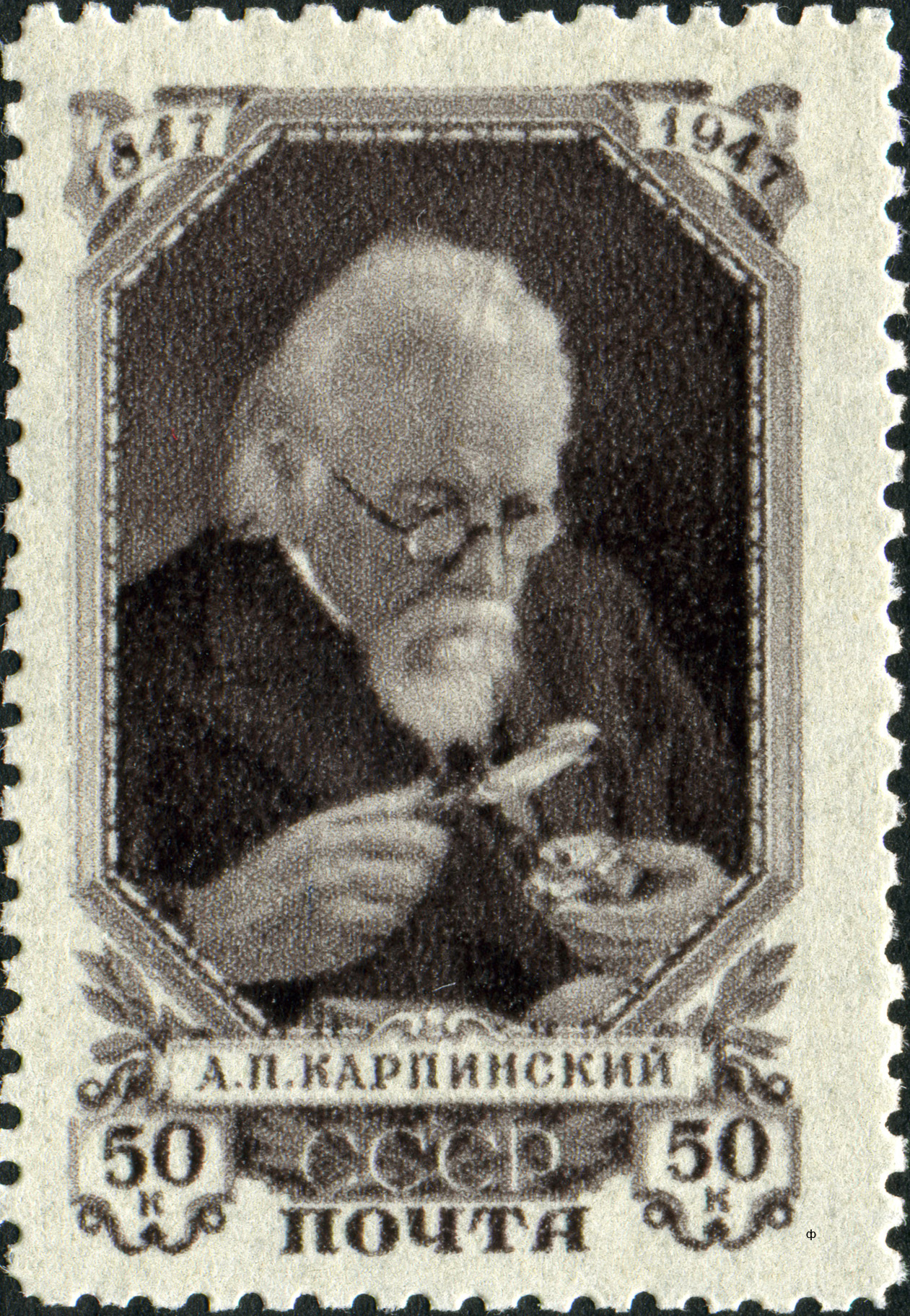
1947年のソビエト連邦の切手

アレクサンドル・ペトロヴィッチ・カルピンスキ（ロシア語: Алекса́ндр Петро́вич Карпи́нский、英語: Alexander Petrovich Karpinsky、1847年1月7日 (NS) – 1936年7月15日）は、ロシア及びソビエト連邦の地質学者・鉱物学者・地球科学者である。ロシア科学アカデミー（後にソビエト科学アカデミー）の会長を1917年から1936年まで務めた。

## 経歴
1847年、トゥリニスキエ・ルドニキ (スヴェルドロフスク州クラスノトゥリインスク)で鉱山技師の家に生まれた。1857～1866年、サンクトペテルブルクの鉱山学校で学び、金メダルを得て卒業した。その後、2年間ウラルで働く。1986年、ペテルブルクの鉱山学研究所の教官として呼び戻され、研究と教育に従事した(1896年まで)。1886年、ロシア科学アカデミーの会員に選ばれる。1917年には会長に選出され、没するまでその職にあった。
ウラル山脈の地質学的研究を行い、ウラル山脈よりも西側のヨーロッパ・ロシアの地質図を完成させた。ロシア革命の混乱から多くの科学機器や科学的記録を守るのに功績があった。

## 受賞・栄典
- 1916年：ウォラストン・メダルを受賞した。

## カルピンスキから命名された事物
- 鉱物の名称：karpinskyite
- 月のクレーター
- 十月革命島にあるカルピンスキ山
- ウラル山脈の山の名